# Sacunan
Sacunan (japonsky 薩南諸島 [Sacunan-šotó]) je souostroví, které tvoří severní část souostroví Rjúkjú. Patří k Japonsku, kde celé administrativně spadá do prefektury Kagošima

## Geografie
Jde o útvar definovaný především japonskou geografií z důvodu sladění pojmů politických a fyzických. Dělí se dále na tři souostroví:
- Ósumi
- Tokara
- Amami

## Historie
Přestože Sacunan znamená jih provincie Sacuma, patřilo do ní jen souostroví Tokara a některé ostrovy na severozápadě. Souostroví Ósumi v severovýchodní části patřilo do provincie Tane po krátké období v 8. a 9. století a potom bylo spojeno do provincie Ósumi. Amami byly součástí království Rjúkjú, ačkoli od období Edo byly ovládány panstvím Sacuma.
V r. 1879 byla na Amami zřízena provincie Óšima a ostrovy Tokara byly do ní začleněny v r. 1897. Po porážce Japonska v druhé světové válce se dostala provincie Óšima do americké správy. Podle čl. 3 sanfranciské smlouvy patřily tyto ostrovy k územím, která měla být se souhlasem OSN převedena do správy USA. Ostrovy byly navráceny Japonsku postupně - v r. 1952 Tokara a Amami 25. prosince 1953. Od r. 1973 je celé souostroví součástí provincie Kagošima.